# 大井法華堂
大井法華堂（おおいほっけどう）は、単に法華堂とも言われた。
信州佐久郡岩村田（現長野県佐久市岩村田）にあった修験道場。明治初期に修験を廃したが、今も建物や文献等が現存している。

## 概要
大井法華堂は鎌倉時代に開かれ、明治6年（1873年）の神仏分離まで信州佐久最大の修験勢力を誇った。
武田信玄の信濃侵攻時には東信濃の修験者らが武運祈願を斎行したという。また有力諸将の庇護のもと、地域の寺院と同格の扱いを受けた。歴代堂主は熊野に入峰し、京都聖護院（天台宗）から権大僧都に任命された。今も天明年間建立の山伏法華堂や、石碑などが残っている。

## 最寄り駅
- JR東日本 小海線岩村田駅 徒歩約10分
- JR東日本 北陸新幹線佐久平駅 車約5分